# South Somerset
South Somerset is een Engels district in het shire-graafschap (non-metropolitan county OF county) Somerset en telt 168.000 inwoners. De oppervlakte bedraagt 959 km².
Van de bevolking is 19,6% ouder dan 65 jaar. De werkloosheid bedraagt 2,1% van de beroepsbevolking (cijfers volkstelling 2001).

## Plaatsen in district South Somerset
- Chard
- The Chinnocks

## Civil parishesin district South Somerset
Abbas and Templecombe, Alford, Aller, Ansford, Ash, Ashill, Babcary, Barrington, Barton St. David, Barwick, Beercrocombe, Bratton Seymour, Brewham, Broadway, Bruton, Brympton, Buckland St Mary, Castle Cary, Chaffcombe, Chard Town, Charlton Horethorne, Charlton Mackrell, Charlton Musgrove, Chillington, Chilthorne Domer, Chilton Cantelo, Chiselborough, Closworth, Combe St Nicholas, Compton Dundon, Compton Pauncefoot, Corton Denham, Crewkerne, Cricket St. Thomas, Cucklington, Cudworth, Curry Mallet, Curry Rivel, Dinnington, Donyatt, Dowlish Wake, Drayton, East Chinnock, East Coker, Fivehead, Hambridge and Westport, Hardington Mandeville, Haselbury Plucknett, Henstridge, High Ham, Hinton St. George, Holton, Horsington, Horton, Huish Episcopi, Ilchester, Ilminster, Ilton, Isle Abbotts, Isle Brewers, Keinton Mandeville, Kingsbury Episcopi, Kingsdon, Kingstone, Kingweston, Knowle St. Giles, Langport, Limington, Long Load, Long Sutton, Lopen, Lovington, Maperton, Marston Magna, Martock, Merriott, Milborne Port, Misterton, Montacute, Muchelney, Mudford, North Barrow, North Cadbury, North Cheriton, North Perrott, Norton sub Hamdon, Odcombe, Pen Selwood, Pitcombe, Pitney, Puckington, Queen Camel, Rimpton, Seavington St Mary, Seavington St Michael, Shepton Beauchamp, Shepton Montague, Somerton, South Barrow, South Cadbury, South Petherton, Sparkford, Stocklinch, Stoke Trister, Stoke sub Hamdon, Tatworth and Forton, Tintinhull, Wambrook, Wayford, West Camel, West Coker, West Crewkerne, West and Middle Chinnock, Whitelackington, Whitestaunton, Wincanton, Winsham, Yarlington, Yeovil, Yeovil Without, Yeovilton.